# 天園增一
波江座ι，又名CD-40 689，HD 16815、SAO 215999、HR 794，是波江座的一颗恒星，视星等为4.11，位于銀經249.3，銀緯-64.07，其B1900.0坐标为赤經2h 36m 43.2s，赤緯-40° -64.07′ 0″。